# Михайлівський (Вигоницьке міське поселення)
Михайлівський (рос. Михайловский) — селище в Вигоницькому районі Брянської області Російської Федерації.
Населення становить 5 осіб. Входить до складу муніципального утворення Вигоницьке міське поселення.

## Історія
Від 2005 року входить до складу муніципального утворення Вигоницьке міське поселення.

## Населення
| 2010 | 2013 |
| ---- | ---- |
| 4    | ↗5   |